# Camptoscaphiella silens
Espèce
Camptoscaphiella silens est une espèce d'araignées aranéomorphes de la famille des Oonopidae.

## Distribution
Cette espèce est endémique du Népal.

## Publication originale
- Brignoli, 1976 : Spinnen aus Nepal, III. Über einige Spinnen aus dem Himalaya, dazu Revision einiger Arten aus dem Karakorum (Arachnida, Araneae). Ergebnisse des ForschUnternehmens Nepal Himalaya, vol. 5, p. 229-253.